# Minutemen (banda)
Minutemen foi uma banda americana de rock formada em San Pedro, Califórnia, em 1980. Composta pelo guitarrista D. Boon, pelo baixista Mike Watt e pelo baterista George Hurley, o Minutemen gravou quatro álbuns. Com a morte do guitarrista D. Boon, em dezembro de 1985, vitimado por um acidente automobilístico, o Minutemen chegou ao fim. Eles eram notados na comunidade punk californiana devido à filosofia "jamming econo", um senso de frugalidade refletido em suas turnês e apresentações, enquanto suas atitudes ecléticas e experimentais influenciaram bastante no desenvolvimento do rock.

## História
A história do Minutemen começou quando D. Boon e Mike Watt se conheceram aos 13 anos de idade. Watt estava andando em um parque de sua cidade natal, San Pedro, na Califórnia, quando Boon, que brincava com outros garotos, caiu de cima de uma árvore, bem próxima à Watt. Ambos garotos dividiam uma paixão pela música. Foi a mãe de D. Boon que o ensinou a tocar guitarra e sugeriu a Watt que ele aprendesse a tocar baixo. Entretanto, a princípo, Watt não sabia nem mesmo o que era um baixo. Ambos, eventualmente, começaram a tocar música juntos, sendo que a maior parte do repertório deles era formada por covers de artistas e bandas que eles admiravam. No verão de 1973, Watt e Boon formaram o "Bright Orange Band", com Joe, o irmão de D. Boon, na bateria. Em 1976, eles descobriram o punk, mas um acontecimento marcaria Boon pelo resto de sua vida: o falecimento de sua mãe, que leva a "Bright Orange Band" ao fim. No ano seguinte, Boon e Watt juntaram-se a uma banda chamada "Starstruck". No entanto, com o fim da banda, Boon e Watt conheceram o baterista George Hurley e, assim, acabaram por fomar o "The Reactionaries", com Martin Tamburovich no papel de vocalista.
As bandas realmente não duravam muito tempo, e, após o fim do "The Reactionaries", Boon e Watt formaram, em janeiro de 1980, o Minutemen. Após um mês com o Minutemen tocando sem baterista, período fértil em que Boon e Watt escreveram as primeiras músicas, a banda ensaiou e fez alguns shows com Frank Tonche na bateria. Originalmente o grupo queria que o baterista George Hurley tocasse bateria para eles, mas, com o fim da antiga "The Reactionaries", ele havia entrado em uma banda de new wave chamada "Hey Taxi". Tonche saiu do grupo, dizendo que o público não estava gostando do som da banda, e, em junho de 1980, George Hurley finalmente assumiu a bateria do Minutemen. A primeira aparição do Minutemen foi abrindo um show para o Black Flag, no qual o grupo formou um vínculo de amizade. Greg Ginn do Black Flag assinou um contrato com a banda para sua gravadora SST Records e agendou uma sessão noturna do Media Art Studio.

## Começo
Greg Ginn produziu o primeiro EP (de 7 polegadas) do Minutemen, o chamado "Paranoid Time", o que solidificou o estilo éclético da banda. Como diversas bandas punk faziam na época, a banda começou a vender os seus EP em shows e também em algumas pequenas lojas locais. Eles obtiveram um pequeno êxito na cena hardcore, esgotando uma prensagem de 300 cópias de Paranoid Time. Inspirados pelos amigos do Black Flag, o grupo cria a gravadora New Alliance Records (para lançamentos secundários e ajudar outras bandas da cena como Hüsker Dü e The Descendents) e em agosto de 1981 lançam o EP Joy na New Alliance, e em seguinte lançam seu primeiro álbum The Punch Line, que se tornou um marco por ter apenas 15 minutos de duração (mesmo para os padrões do punk), recebendo críticas mistas.
No verão de 1982, o grupo gravou seu segundo álbum mas devido a um processo que a gravadora SST recebeu da Unicorn Records, eles adiaram o lançamento pro ano seguinte, lançando no lugar o EP Bean-Spill no selo Thermidor Records, do parceiro de negócios Joe Carducci.
O segundo LP What Makes a Man Start Fires?, foi lançando em janeiro de 1983. Com quase o dobro da duração de seu álbum anterior, The Punch Line, as canções dos Minutemen começaram a ultrapassar a marca de dois minutos e levou mais tempo de gravação. Este álbum rendeu-lhes considerável aclamação da crítica em toda a imprensa underground e alternativa. Na mesma época o Minutemen foi convidado pelo produtor local Ethan James para contribuir com uma música para Radio Tokyo Tapes, uma compilação com o nome do estúdio californiano onde James trabalhava. A banda concordou e contribuiu com três músicas para a compilação, com Ethan gravando todas de graça. Essas três canções, e outras cinco gravadas em maio de 1983 por um total de $50 dólares, foram incluídas no EP de 12 polegadas Buzz or Howl Under the Influence of Heat (lançando em novembro de 1983), na qual o grupo começou a apresentar faixas com maior profundidade e estrutura musical mais convencional do que nos lançamentos anteriores da banda. O grupo que até então havia trabalhado constantemente com o produtor da SST Spot, ficaram tão impressionados com as sessões que convocaram James para gravar seu próximo álbum completo; Watt comentou mais tarde: "Ethan, embora não nos conhecesse muito, tocou na hora". No final de 1983, os Minutemen haviam se tornado uma das bandas mais populares do underground americano, graças a filosofia "jam econo", suas extensas turnês nos Estados Unidos, além de uma apresentação dupla na Europa junto com o Black Flag e Hüsker Dü.
Minutemen gravou originalmente um "material digno de um álbum" com James em novembro de 1983 no Radio Tokyo Studios. No entanto, depois de ouvir o álbum duplo Zen Arcade dos colegas de gravadora Hüsker Dü, que havia sido gravado um mês antes, Minutemen decidiu escrever mais material. Watt comentou: "Não foi realmente uma competição. Quando escrevi "Take that Hüskers!" (Pegue aqueles Hüskers!) nas notas do encarte do álbum, estava reconhecendo que eles nos deram a ideia de fazer um álbum duplo". A segunda sessão foi gravada em abril de 1984 e custou $1.100 dólares para as despesas de gravação.. O terceiro álbum, Double Nickels on the Dime, foi lançado em vinil duplo em julho de 1984, no mesmo mês de lançamento de Zen Arcade por Hüsker Dü, que foi adiado pela SST para que os dois álbuns pudessem ser lançados simultaneamente. Após o lançamento de Double Nickels on the Dime, Minutemen excursionou quase constantemente para promover o álbum, com uma turnê de 57 datas em 63 dias. A banda também lançou dois vídeoclipes, "This Ain't No Picnic" e "Ain't Talkin' 'bout Love" (um cover de uma música de Van Halen), com este primeiro sendo indicado a um prêmio da MTV. O álbum se tornou um grande sucesso independente, vendendo cerca de 15.000 cópias naquele ano (uma quantidade respeitável para uma banda de uma gravadora independente), ganhando imenso airplay nas rádios universitárias e sendo aclamado por vários críticos americanos especializados, inclusive sendo considerado um dos melhores álbuns do ano Também em 1984, a banda lançou uma coletânea de outtakes com material de gravação inédito chamado The Politics of Time na New Alliance Records.
Ao longo de 1985, os Minutemen lançaram várias gravações, começando com o EP Tour-Spiel pela Reflex Records. Foi seguido pela coletânea My First Bells, que foi lançada apenas em fita cassete. Depois de My First Bells, o grupo lançou o EP Project Mersh, que foi uma tentativa sarcástica e irônica de realizar uma gravação comercial (ou "mersh") em vez de seu método "econo". Embora de acordo Watt: "É apenas mersh porque dissemos que era mersh, apenas vendeu cerca de metade do que nosso álbum artístico Double Nickels on the Dime", acabou se tornou o primeiro lançamento do Minutemen a entrar na parada musical britânica UK Indie Chart, chegando a posição 21. Foi a partir deste lançamento que as músicas do Minutemen começaram ultrapassam a marca de dois minutos ("More Spiel" tem quase seis minutos de duração) e incorporar versos, refrãos, ganchos e fade outs, em contraste com quase todas as gravações anteriores da banda. Na mesma época, o grupo gravou o EP Minuteflag, uma colaboração experimental pontual com o Black Flag.
Eles continuaram fazendo turnês e lançaram seu quarto e último álbum de estúdio "3-Way Tie (For Last)" em dezembro de 1985. O álbum incluía cédulas para os ouvintes votarem na lista de faixas que seriam selecionadas para o que viria a ser um álbum ao vivo. Assim como seu álbum anterior, recebeu críticas positivas esmagadoras, incluindo anúncios em publicações mainstream. Na sua última turnê, eles tocaram com o R.E.M., outra banda que na época, estava em ascensão comercial e de fama. O último show do Minutemen foi em Charlotte, na Carolina do Norte, no dia 13 de dezembro de 1985.

## A Morte de D. Boon
No dia 22 de dezembro de 1985, Boon foi vitimado por um acidente de van, colocando o fim no Minutemen. Watt caiu em depressão profunda, mas foi convencido pelo Sonic Youth a continuar tocando. Toda forma de mídia em que Watt atua (ou acaba fazendo parte) é dedicada a D. Boon.

## Jackass
- A banda também é conhecida pela música "Corona", que é o tema da série e do filme americano Jackass.

## Discografia

### Álbuns de estúdio
- The Punch Line (1981)
- What Makes a Man Start Fires? (1983)
- The Politics of Time (1984)
- Double Nickels on the Dime (1984)
- 3-Way Tie (For Last) (1985)

### EP (Extended Plays)
- Paranoid Time (1980)
- Joy (1981)
- Bean-Spill (1982)
- Buzz or Howl Under the Influence of Heat (1983)
- Tour-Spiel (1984)
- Project: Mersh (1985)
- Minuteflag (1985)

### Compilações
- My First Bells (1985)
- Ballot Result (1986)